# رامون سالازار
رامون سالازار (بالإسبانية: Ramón Salazar)‏ هو كاتب سيناريو ومخرج وممثل إسباني، ولد في 28 مايو 1963 في إسبانيا.

## أعمال

### أفلام
- (2010) ثلاثة أمتار فوق السماء

## وصلات خارجية
- رامون سالازار على موقع IMDb (الإنجليزية)
- رامون سالازار على موقع ألو سيني (الفرنسية)
- رامون سالازار على موقع أول موفي (الإنجليزية)
- رامون سالازار على موقع قاعدة بيانات الأفلام السويدية (السويدية)
- رامون سالازار على موقع قاعدة بيانات الفيلم (الإنجليزية)
- رامون سالازار على موقع كينوبويسك (الروسية)